# セイクリッドキングダム
セイクリッドキングダム（Sacred Kingdom/蓮華生輝）は香港の競走馬。おもな勝ち鞍は2007年・2009年の香港スプリント、ほかに沙田競馬場1000メートルのコースレコードを所持している。

## 経歴
2003年オーストラリア生まれ。その後香港に輸入され、2006年デビュー直後から5連勝した。初重賞挑戦の沙田ヴァーズ（HK-G3）で連勝は途絶えデビューシーズンを終えた。明けて新シーズン初戦の沙田スプリントトロフィー（HK-G3）で重賞制覇。国際スプリントトライアル（HK-G2）で前年の香港スプリント勝ち馬アブソルートチャンピオン（騏綵）を下すと、目標としていた香港スプリント (G1) も騏綵に2馬身1/4差をつける圧勝で国際G1を制した。
2008年は、初戦のセンテナリースプリントカップで前走破ったアブソルートチャンピオンの2着に敗れるも、2戦目のチェアマンズスプリントプライズ（HK-G1）では再びアブソルートチャンピオンを下してG1、2勝目。続くクイーンズシルヴァージュビリーカップではグッドババ（好爸爸）と初対決。前年12月の国際競走の勝ち馬がその中間距離で直接対決とあって非常に注目が集まったが、マッチレースの末に惜しくも2着に敗れた。シーズン最後に新設重賞のゴメスプリント（HK-G2）を勝利。シーズンを通しての活躍が認められ、07/08シーズンの最優秀スプリンターに選出された。翌シーズンの目標を日本のスプリンターズステークス (G1) に定めたが、レースの1ヶ月前に骨折し、断念。年内いっぱいを休養に充てた。
2009年は、センテナリースプリントカップから始動し、前年の香港スプリントの勝ち馬インスピレーションの4着。続くチェアマンズスプリントプライズ (HK-G1) では勝ったディムサムからクビ差の3着に敗れた。続いて出走したクイーンズシルヴァージュビリーカップはエジプシャンラー、グッドババなどの強豪が揃ったこともあって6着に終わったが、このレースを期に復調の兆しを見せ、初夏から秋にかけての海外遠征プランを明言。手始めにシンガポールのクリスフライヤーインターナショナルスプリント獲りを目標に掲げ、スプリントカップを前年に引き続き勝利し中15日の強行日程ながらシンガポールへの遠征を敢行。クリスフライヤー国際スプリントでは地元の快速馬ロケットマンとの叩き合いを制し、クランジ競馬場のコースレコードで海外初遠征を勝利で飾った。返す刀でイギリスに遠征し、6月のゴールデンジュビリーステークスに出走したが、苦手の直線競馬に加え出遅れもあって5着に敗れた。
一旦帰国後、再度スプリンターズステークス (G1) に遠征に向け調整されていたが、輸送直前にザ石を起こし、またしても断念。
11月の国際スプリントトライアル（HK-G2）で2着の後、12月の香港スプリントに出走、2年ぶりの同競走制覇を果たした。
2010年は、初戦のセンテナリースプリントカップ、2戦目のチェアマンズスプリントプライズ（HK-G1）をともに勝利。休養をはさんで10月の沙田スプリントトロフィー（HK-G3）も勝利。11月のジョッキークラブスプリントでは5着、連覇がかかった香港スプリントでは3着に敗れた。
2011年は初戦のセンテナリースプリントカップを連覇、チェアマンズスプリントプライズとボーヒニアスプリントトロフィーはともに2着。クリスフライヤーインターナショナルスプリントではロケットマンの6着に終わった。10月の沙田スプリントトロフィーで2着の後、12月の香港スプリントに出走したが10着に敗れた。
2012年初戦で5着に終わるも復調の気配を感じさせたが、2戦目で11着に大敗すると衰えを隠せられず4月1日のレースを10着に終わり現役を引退した。

## 血統表
| 蓮華生輝の血統（ノーザンダンサー系 / Sir Ivor 4x5=9.38%、 Raise A Native 5x5=6.25%） | 蓮華生輝の血統（ノーザンダンサー系 / Sir Ivor 4x5=9.38%、 Raise A Native 5x5=6.25%） | 蓮華生輝の血統（ノーザンダンサー系 / Sir Ivor 4x5=9.38%、 Raise A Native 5x5=6.25%） | （血統表の出典）    | （血統表の出典）  |
| 父 Encosta De Lago 1993 鹿毛                                                         | 父の父Fairy King 1982 鹿毛                                                           | Northern Dancer                                                                      | Nearctic            | Nearctic          |
| 父 Encosta De Lago 1993 鹿毛                                                         | 父の父Fairy King 1982 鹿毛                                                           | Northern Dancer                                                                      | Natalma             |                   |
| 父 Encosta De Lago 1993 鹿毛                                                         | 父の父Fairy King 1982 鹿毛                                                           | Fairy Bridge                                                                         | Bold Reason         | Bold Reason       |
| 父 Encosta De Lago 1993 鹿毛                                                         | 父の父Fairy King 1982 鹿毛                                                           | Fairy Bridge                                                                         | Special             |                   |
| 父 Encosta De Lago 1993 鹿毛                                                         | 父の母Shoal Creek 1988 栗毛                                                          | Star Way                                                                             | Star Appeal         | Star Appeal       |
| 父 Encosta De Lago 1993 鹿毛                                                         | 父の母Shoal Creek 1988 栗毛                                                          | Star Way                                                                             | New Way             |                   |
| 父 Encosta De Lago 1993 鹿毛                                                         | 父の母Shoal Creek 1988 栗毛                                                          | Rolls                                                                                | Mr. Prospector      | Mr. Prospector    |
| 父 Encosta De Lago 1993 鹿毛                                                         | 父の母Shoal Creek 1988 栗毛                                                          | Rolls                                                                                | Grand Luxe          |                   |
| 母 Courtroom Sweetie 1992 鹿毛                                                       | 母の父Zeditave 1985 栗毛                                                             | The Judge                                                                            | Showdown            | Showdown          |
| 母 Courtroom Sweetie 1992 鹿毛                                                       | 母の父Zeditave 1985 栗毛                                                             | The Judge                                                                            | Bellition           |                   |
| 母 Courtroom Sweetie 1992 鹿毛                                                       | 母の父Zeditave 1985 栗毛                                                             | Summoned                                                                             | Crowned Prince      | Crowned Prince    |
| 母 Courtroom Sweetie 1992 鹿毛                                                       | 母の父Zeditave 1985 栗毛                                                             | Summoned                                                                             | Sweet Life          |                   |
| 母 Courtroom Sweetie 1992 鹿毛                                                       | 母の母Morlin Maid 1982 黒鹿毛                                                        | Sir Tristram                                                                         | Sir Ivor            | Sir Ivor          |
| 母 Courtroom Sweetie 1992 鹿毛                                                       | 母の母Morlin Maid 1982 黒鹿毛                                                        | Sir Tristram                                                                         | Isolt               |                   |
| 母 Courtroom Sweetie 1992 鹿毛                                                       | 母の母Morlin Maid 1982 黒鹿毛                                                        | Dancing Maid                                                                         | Sovereign Edition   | Sovereign Edition |
| 母 Courtroom Sweetie 1992 鹿毛                                                       | 母の母Morlin Maid 1982 黒鹿毛                                                        | Dancing Maid                                                                         | Tambelina F-No.22-b |                   |